# 노다 류노스케
노다 류노스케(일본어: 野田 隆之介, 1988년 9월 28일 ~ )는 일본의 축구 선수이다.

## 구단 경력
그는 2010년부터 2024년까지 J리그의 사간 도스, 나고야 그램퍼스, 쇼난 벨마레, 교토 상가 FC, FC 류큐에서 활동하였다.